# علم الإعاقة
عَلم الإعاقة أو علم التغلب أو علم حقوق الأشخاص ذوي الإعاقة هو العَلم الذي يمثل جميع الأشخاص ذوي الإعاقة. أنشأه الراقص البلنسي إيروس ريسيو في عام 2017. قُدم العَلم إلى الأمم المتحدة.

## المعنى
علم الإعاقة يمثل الأشخاص الذين يعانون من إعاقات. يمثل، من بين أمور أخرى، أيضًا النضال من أجل حقوق الأشخاص ذوي الإعاقة، أو فخر الإعاقة أو الرياضة البارالمبية. 
ألوان العلم مستوحاة من الألعاب البارالمبية لأنها الحدث الأكثر أهمية والأكثر صلة بالأشخاص ذوي الإعاقة. من المهم أن نلاحظ أنه لا ينبغي الخلط بين هذا والشعور التنافسي والجدارة للحدث نفسه. تمثل هذه الألوان حقًا التغلب الجماعي على المحن التمييزية التي يفرضها المجتمع، والانتصار للحقوق الجديدة التي حققتها المجموعة، والنجاح في إدراك عدم المساواة هذا للدفاع عن مستقبل أفضل. وهذا ما يدفع المرء، من بين أسباب أخرى، للاعتزاز بنفسه وبإعاقته. كما أثارها ودافع عنها مختلف نشطاء حركة فخر الإعاقة (بالإنجليزية: Disability Pride)‏.
كما أوضحنا لاحقًا، يمكن أن تمثل الألوان الثلاثة أيضًا الأشكال المختلفة للإعاقة وفقًا لإيروس ريسيو.
ومع ذلك، فإن معنى العلم واسع ومتنوع. يعتقد منشئه أنه يجب أن تكون مجموعة الأشخاص ذوي الإعاقة هي التي تقرر معانيها الأكثر دقة. الحركات من أجل حقوق الأشخاص ذوي الإعاقة غير متجانسة، وهو ما يفسر هذا التنوع في النهج.

## التاريخ
في اليوم الدولي للأشخاص ذوي الإعاقة، في 3 ديسمبر 2017، اجتمع برلمانيون من دول أمريكا اللاتينية في جلسة عامة في بيرو. أعلنوا بالتزكية أن العلم هو رمز جميع الأشخاص ذوي الإعاقة.
في نفس اليوم سُلم العلم إلى المقر الأوروبي للأمم المتحدة. تعرض عديد المدن والبلديات الإسبانية علم الإعاقة في اليوم العالمي للأشخاص ذوي الإعاقة. على سبيل المثال، في عام 2018 قرر عرض العلم في مدينة سانتا كروز دي لا بالما بجزيرة الكناري لا بالما.
في 17 يوليو 2018، قدم ريسيو عرضًا في حدث رسمي في ميامي بدعم من مؤسسة برايان للفنون، وهي منظمة للفنانين المعاقين في الولايات المتحدة.
في 3 ديسمبر 2018، تبنت منظمة النهوض بالرياضيين ذوي التحديات (بالكتالانية: Foment d'Esportistes amb Reptes) العلم، وهي منظمة رياضية أولمبية وبارالمبية في إسبانيا.

## تأثير فخر الإعاقة

علم فخر الإعاقة، من تصميم آن ماجيل

يمثل هذا العلم Disability Pride Movement على وجه التحديد، أصله من البلدان الناطقة باللغة الإنجليزية، حيث يوجد حضور أكبر. حركة رائدة في أحداث مثل Disability Pride Month و Disability Pride Week واستعراضات كلا الحدثين. تم إنشاء هذه العلامة لاستخدامها أثناء هذه الأحداث المحددة.
تطور معنى ومفهوم العلم بمرور الوقت. وقد ساهم في انتشاره في العالم الغربي في إحداث تأثير هام في الحركات الاجتماعية المعاصرة. خاصة من حركةفخر الإعاقة.
تعود جذور هذه الحركة إلى أحداث التوعية بالفخر لمجتمعات الأقليات الأخرى، مثل فخر السود وفخر المثليين. أقيم أول موكب فخر المعاقين في أمريكا في بوسطن، ماساتشوستس في عام 1990. ومنذ ذلك الحين، انتشرت مسيرات الفخر لذوي الاحتياجات الخاصة في أجزاء كثيرة من الولايات المتحدة. وانتشرت أيضًا إلى دول أخرى مثل النرويج والمملكة المتحدة وكوريا الجنوبية وألمانيا. يصف موكب شيكاغو لفخر الإعاقة الأهداف في بيانه:
- تغيير طريقة تفكير الناس وتعريف الإعاقة.
- كسر وإنهاء المهانة الداخلية بين الأشخاص ذوي الإعاقة.
- الترويج للفكرة في المجتمع بأن الإعاقة جزء طبيعي وجزء أساسي من التنوع البشري يمكن للأشخاص الذين يعانون من إعاقات أن يفخروا بها.[18]

كانت هذه الأفكار مصدر إلهام لعمل علم يمثل الجماعة بطريقة عالمية ومُعَلْوَمة، وليس فقط لاستخدامها في أحداث فخر الإعاقة.

## العلاقة مع إيروس ريسيو
وفقًا لإيروس ريسيو (بالإسبانية: Eros Recio)‏، صُمم العلم بثلاثة ألوان من ثلاثة معادن: ذهبي وفضي وبرونزي تمثل ثلاثة أنواع رئيسية من الإعاقة: جسدية ونفسية وحسية ومعناها له طابع عام. هذا يعني أن كل لون لا يمثل حصريًا نوعًا معينًا من الإعاقة بل يمثل جميعها ككل. كما أنه لا يعني أنه يستثني أشكال الإعاقة الأخرى غير الثلاثة المذكورة. مثل الإعاقة الحشوية، متعددة، إلخ. من المهم أيضًا الإشارة إلى أنه لا يوجد لون أفضل من لون آخر.
في 12 ديسمبر 2019، شارك إيروس ريسيو في عمل رسمي في كلية لا سيدا للفنون (بالإسبانية: Colegio de Arte Mayor de la Seda)‏ في فالنسيا، والذي أضيف من خلاله علم الإعاقة المصنوع من الحرير إلى المعرض. وبهذه المناسبة، كرر ريسيو تصريحه في كلمة له بأن هذا العلم يمثل جميع الأشخاص ذوي الإعاقة. وقد صرح:
أثناء الحدث، ذكر إدراج تعريف جديد للعلم. «علم التغلب». ويرجع السبب في ذلك إلى نية تسليط الضوء على الطبيعة الانتقامية للعلم وتجنب الاستبعاد الاجتماعي المحتمل والنموذجي للتمييز ضد ذوي الاحتياجات الخاصة.
بالإضافة إلى ذلك، سلمت لافتات صغيرة تقديراً لخدماته الاجتماعية إلى فيسنتي جينوفيس (Vicente Genovés)، رئيس كلية لا سيدا للفنون؛ خوسيه ماريا تشيكويلو، رئيس شبكة اليونسكو الدولية لطرق الحرير؛ ممثلو منظمات الأشخاص ذوي الإعاقة مثل مؤسسة رويغ ألفونسو (Fundación Roig Alfonso) أو "Aspaym CV" والكاتب Carmen Carrasco.
استلهم تصميم العلم ومفهومه وتأثر بالحركات الاجتماعية مثل مجتمع الميم. يوضح إيروس ريسيو أن فكرة العلم نشأت بعد معرفة أنه لم يكن هناك علم يمثل الأشخاص ذوي الإعاقة كمجموعة.